# Maurice Johnson
Pour l’article homonyme, voir Johnson.
Paul Léo Maurice Johnson (né le 17 janvier 1929 et mort le 24 janvier 2020) était un homme politique, membre du Parti Progressiste-Conservateur et parlementaire à la Chambre des communes du Canada de 1958 à 1962. Il est avocat, puis juge de métier. 

## Biographie
Maurice Johnson a d'abord été élu dans la circonscription de Chambly-Rouville lors des élections générales de 1958. Il a été battu par Bernard Pilon candidat du Parti libéral aux élections de 1962. Sa circonscription fut pas la suite abolie (en 1968). Il est le frère de l'ancien premier ministre du Québec Daniel Johnson, Sr.